# Rue d'Aerschot
Pour les articles homonymes, voir Aerschot.
La rue d'Aerschot (en néerlandais : Aarschotstraat) est une rue bruxelloise de la commune de Schaerbeek qui va de la place du Nord à la rue des Palais en passant par la rue Allard, la rue de Quatrecht, la rue Rogier, la rue d'Hoogvorst, la rue de Potter, la rue Liedts et l'avenue de la Reine.
Les premiers mètres de cette rue qui longent l'arrière de la gare du Nord sont sur la commune de Saint-Josse-ten-Noode, mais toutes les habitations sont sur celle de Schaerbeek. Anciennement dénommée rue de Cologne, elle fut rebaptisée rue d’Aerschot en hommage à la ville qui a tant souffert sous l’occupation allemande lors de la Première Guerre mondiale.
Cette rue est connue pour ses prostituées dans des vitrines le long de la rue face à la gare du Nord. Avec bagarres entre bandes urbaines et mafias, trafic de cocaïne, vandalisme et délinquance, la rue d'Aerschot est connue comme l'une des plus épineuses de toute la Belgique.
Une partie de la rue qui ne contient pas de « maison close » va reprendre l’ancien nom, « rue de Cologne ».

## Adresses notables
à Schaerbeek :
- no 1 : entrée arrière du CCN

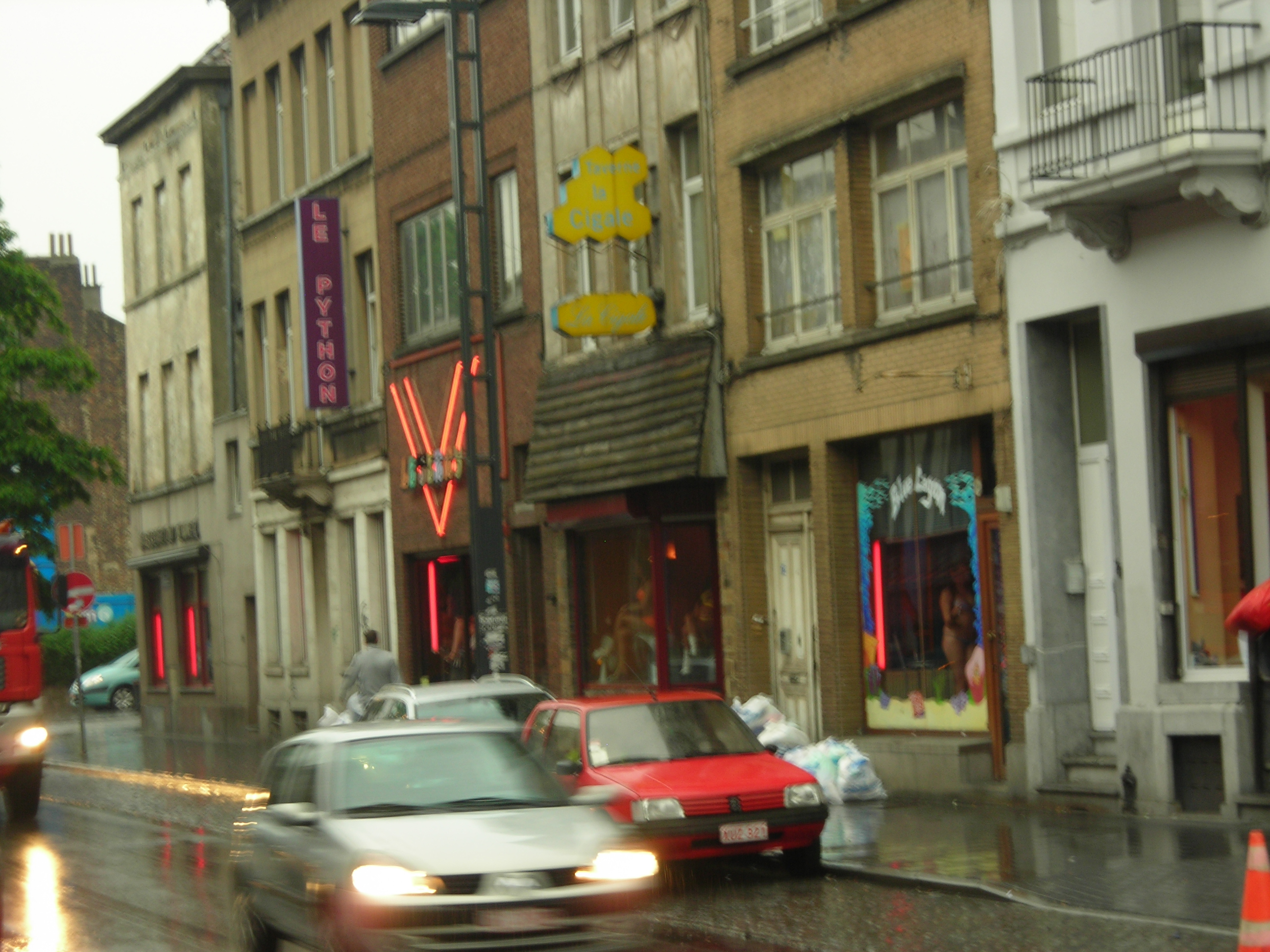
Rue d'Aerschot en matinée

- nos 58-60 : entrée arrière de l'église Saints-Jean-et-Nicolas
- no 208 : Espace 208 (espace de quartier)[3]